# Piotr Przybecki
Piotr Przybecki (ur. 7 sierpnia 1972 w Opolu) – polski piłkarz ręczny i trener, były reprezentant Polski (131 meczów i 372 bramki w kadrze seniorskiej), grający na pozycji lewego lub środkowego rozgrywającego. Drugi – po Marcinie Lijewskim – najskuteczniejszy polski strzelec w Bundeslidze – 1405 goli w 385 spotkaniach. Uczestnik Mistrzostw Europy 2004. W latach 2017–2019 selekcjoner reprezentacji Polski. 

## Kariera zawodnicza

### Klubowa
Pochodzi z rodziny o handbalowych tradycjach, bowiem szczypiornistą – a następnie trenerem – był jego ojciec Antoni. Przygodę z piłką ręczną zaczynał mając kilkanaście lat w Gwardii Opole. Po maturze (ukończył I Liceum Ogólnokształcące w Opolu) przeszedł do Śląska Wrocław, w którym występował przez trzy sezony. W 1994 przeniósł się do ekipy ówczesnego mistrza kraju Iskry-Ceresit Kielce, zdobywając z nią wicemistrzostwo Polski (1994/1995) i debiutując w europejskich pucharach (33 bramki w 4 meczach). Latem 1995 wyjechał do Niemiec, gdzie – przez dwa lata – terminował w drugoligowym TV Hüttenberg. Mimo nie najlepszych wyników drużyny (7. i 14. miejsce w końcowych tabelach 1995/1996 i 1996/1997), Przybecki prezentował się na tyle dobrze, że w 1997 podpisał kontakt z – występującym w Bundeslidze – TUSEM Essen. 12 września 1997, w pierwszym meczu sezonu 1997/1998, zadebiutował w najwyższej klasie rozgrywkowej w Niemczech i występował w niej już do końca kariery zawodniczej – przez 15 kolejnych sezonów. W sezonie 2000/2001 zdobył dla TUSEM łącznie 240 bramek w lidze i Pucharze Niemiec. Dzięki dobrej grze otrzymał propozycje gry w BM Ciudad Real oraz SC Magdeburg, jednak w 2001 trafił do THW Kiel. Z drużyną „Zebr” świętował m.in. jedyne w karierze mistrzostwo Niemiec (2001/2002), a także dwukrotne zdobycie Pucharu EHF (2001/2002 i 2003/2004). Ogółem dla THW Kiel zdobył 199 bramek w 78 spotkaniach. Po wygaśnięciu umowy planował powrót do Kielc, ale ostatecznie podpisał umowę z HSG Nordhorn. Nie przypuszczał wówczas, że spędzi w tym klubie aż 5 lat i zdobędzie po raz trzeci Puchar EHF (2007/2008). Łącznie (we wszystkich rozgrywkach) w jego barwach rozegrał 164 mecze, zdobywając w nich 642 goli. 5 czerwca 2006 – reprezentując drużynę obcokrajowców – wystąpił w Meczu Gwiazd Bundesligi (zdobył 6 bramek, będąc najlepszym strzelcem spotkania). Gdy w 2009 jego klub – z powodów finansowych – ogłosił upadłość, znalazł zatrudnienie w TSV Hannover-Burgdorf, w którym 30 czerwca 2012 zakończył czynną karierę zawodniczą (ostatni mecz w karierze rozegrał 3 czerwca 2012).

### Reprezentacyjna
W wieku 16 lat został powołany do kadry narodowej juniorów. W reprezentacji seniorskiej zadebiutował w wieku 17 lat, w wygranym 19:18 towarzyskim meczu z Norwegią – rozgrywanym podczas turnieju o Puchar Bałtyku 1989 – zdobywając w nim aż osiem bramek. Z miejsca stał się jedną z kluczowych postaci drużyny, której jednak nie udało się zakwalifikować do żadnego z wielkich turniejów, rozgrywanych w latach 90. Najbliżej był awans do Mistrzostwach Europy 1994 i Mistrzostw Świata 1995, gdy „biało-czerwoni” – pod wodzą Bogdana Kowalczyka – ponownie zaczęli się liczyć na międzynarodowej arenie, jednak w walce o te imprezy musieli toczyć boje z ówczesną czołówką „starego kontynentu”. Kontuzje jednego, a potem drugiego kolana zakłócały jego karierę i zmusiły m.in. do rezygnacji z gry w drużynie narodowej (w 2003 nie zagrał przez to w Mistrzostwach Świata). W styczniu 2004 z reprezentacją Polski wystąpił w Mistrzostwach Europy 2004 (w 2 pojedynkach zdobył 8 goli). W styczniu 2005 wziął udział w – rozgrywanym w Radomiu – turnieju prekwalifikacyjnym do Mistrzostwach Europy 2006, a zostając drugim najskuteczniejszym strzelcem Polaków, wydatnie przyczynił się do awansu do kolejnej fazy eliminacji („biało-czerwoni” zajęli w nim 2. miejsce, za Słowacją). Początkowo był członkiem kadry Bogdana Wenty – pełniąc nawet funkcję kapitana – jednak odnoszone kontuzje spowodowały, że selekcjoner zrezygnował z powoływania Przybeckiego.

## Kariera trenerska
Od 1 lipca 2013 do 30 czerwca 2014 pełnił funkcję dyrektora sportowego Gaz-Systemu Pogoni Szczecin, będąc odpowiedzialnym za sprawy organizacyjne i transferowe. 14 lipca 2014 został szkoleniowcem Śląska Wrocław. Od 1 lipca 2016 trener Wisły Płock, a od 18 maja 2017 selekcjoner reprezentacji Polski. Kandydatem na szkoleniowca kadry narodowej był już rok wcześniej, po Mistrzostwach Europy 2016 (27 lutego 2016 władze ZPRP wybrały jednak na to stanowisko Tałanta Dujszebajewa). 24 lutego 2019 przestał pełnić funkcję selekcjonera polskich szczypiornistów.
Mecze reprezentacji Polski w piłce ręcznej mężczyzn prowadzonej przez Piotra Przybeckiego

## Sukcesy
Wicemistrzostwo Polski:
- (1995)

Mistrzostwo Niemiec:
- (2002)

Puchar EHF:
- (2002, 2004, 2008)

## Życie prywatne
Żonaty z Agnieszką, ma jedno dziecko (syna Kajetana, urodzonego w czerwcu 2004). Wielokrotnie był ekspertem od piłki ręcznej w polskich stacjach telewizyjnych (m.in. TVP i kanałach Grupy Polsat).